# كرمة عذراء
كَرْمة عَذْراء (الاسم العلمي: Parthenocissus)، جنس نباتات متعرشة من فصيلة الكرمية. تحتوي على قرابة 12 نوعًا، أعطانها جبال الهِملاية وشرق آسيا وأمريكة الشمالية. يُزرع العديد منها لزينة، ولا سيما P. henryana و P. quinquefolia و P. tricuspidata.